# Řeka (politická strana)
Řeka (řecky Το Ποτάμι, Potami) je středolevicová politická strana v Řecku. Byla založena v roce 2014. Ve volbách 2014 do evropského parlamentu strana získala 2 mandáty a v roce 2015 obdržela v parlamentních volbách 17 křesel. Strana je v opozici spolu s Novou demokracií, Zlatým úsvitem, Komunistickou stranou Řecka a s Panhelénským socialistickým hnutím. V září 2015 obdržela v předčasných volbách 11 mandátů.